# محي الدين أحمد تيتاوي

## دكتوراه في الصحافة ورئيس تحرير صحف سودانية ورئيس نقابة الصحافيين السودانيين
ولد محي احمد تيتاوي (Muhie Eldin Ahmed Titawei) في مدينة القولد بأقصى شمال السودان في عام 1946 وهو العام الذي يطلق عليه في السودان (عام الفيضان)، وينتمي إلى قبيلة الدناقلة والتي يتحدر منها الرئيس السوداني الأسبق جعفر نميري، عاش شطرا كبيرا من حياته في القولد قبل ان يلتحق بجامعة ام درمان الإسلامية ويتخرج من قسم الصحافة فيها عام 1970

## النشاط الصحفي
انضم محي الدين تيتاوي إلى الأيام وهي الصحيفة  الحكومية في عهد الرئيس الأسبق جعفر نميري وترقى فيها إلى ان أصبح سكرتيرا للتحرير قبل ان يفصل منها بعد سقوط نظام الرئيس نميري عام 1985، بعدها أسس صحيفة خاصة مع زميله احمد البلال الطيب واطلق عليها  (الأسبوع) واصبح رئيس مجلس اداراتها ورئيس التحرير 1986-1989حيث توقفت الصحيفة عن الصدور مع بقية الصحف السودانية صبيحة الانقلاب العسكري الذي قاده العميد عمر حسن احمد البشير في 30 يونيو 1989

## نشاط صحافي في عهد البشير
أيد محي الدين تيتاوي الإجراءات العسكرية التي قام بها النظام العسكري الجديد وانخرط في تأسيس صحيفة جديدة ناطقة باسم الحكومة وهي صحيفة (الإنقاذ الوطني) والتي صدرت في 17 سبتمبر 1989 وتم تعيينه رئيسا لمجلس الإدارة ورئيسا للتحرير وبقي في منصبه لمدة ثلاث سنوات
وفي عام 1995 أسس صحيفة جديدة وأطلق عليها (الرأي الآخر) وتراس تحريرها وقد درجت الصحيفة على نشر مقالات ناقدة لنظام الرئيس عمر البشير

## نشاط اكاديمي ==
اتجه محي الدين تيتاوي وبعد إيقاف صحيفته (الرأي الآخر) عام 1997 إلى التدريس الجامعي فالتحق عضوا بهيئة التدريس بكلية الدعوة والإعلام، جامعة القران الكريم والعلوم الإسلامية ، ومنها عضوا بهيئة التدريس بكلية الاعلام بجامعة امدرمان الإسلامية حيث حصل في عام 2001 على درجة الماجستير في الصحافة من نفس الكلية وكان عنوان الدراسة (تطور الإخراج الصحفي في صحافة السودان بالتركيز على إخراج الصفحة الأولى بصحيفة الأيام)  ولم يتوقف عند ذلك ولكنه انخرط مباشرة في التحضير لدرجة الدكتوراه والتي حصل عليها بعد عامين فقط  وكان عنوان رسالته (دور النشر الإلكتروني في تطوير أساليب الإخراج الصحفي بالتطبيق على صحيفتي الرأي العام والخرطوم 1998 - 2002م)
استمر تيتاوي في نشاطه الاكاديمي المكثف ليتم تعيينه عميدا لكلية الاعلام بجامعة امدرمان الإسلامية لمدة عامين 2004- 2006 ثم أصبح بعدها أستاذا مشاركا في نفس الكلية 

## نشاط نقابي
خلال عشر سنوات (2014-2004) انخرط محي الدين تيتاوي في نشاط نقابي داخل وخارج السودان، حيث تم انتخابه رئيسا لاتحاد الصحفيين السودانيين (دورة 2005–2009م) ثم رئيسا لاتحاد صحافيي شرق أفريقيا (دورة 2007م–2010م)
وفي الوقت نفسه وبحكم رئاسته لاتحاد الصحافيين السودانيين تم انتخابه الأمين العام المساعد لاتحاد الصحفيين العرب ورئيس لجنة العلاقات الخارجية (دورة 2008م–2012م)،
وفي السودان تم تعيينه عضوا بالمجلس القومي للصحافة والمطبوعات (دورة 2004م–2008)  وهي الهيئة الحكومية الرقابية على أداء الصحف ووسائل الاعلام 

## كتب ورسائل علمية
1. دور الجامعات الإسلامية في مواجهة الغزو الإعلامي والاختراق الثقافي في أفريقيا، تاريخ النشر 2006
2. الاعلام ودوره في الثورات العربية وعلاقته بمواقف الدول الخارجية، تاريخ النشر 2012
3. المسئوليات القانونية الأخلاقية المرتبطة بالعمل الصحفي، تاريخ النشر 2006
4. أثر تقنيات الطباعة في إبراز فنيات الإخراج الصحفي وجمالياته: دراسة في جماليات الإخراج الصحفي في الصحف السودانية، تاريخ النشر 2016
5. الأسس العلمية لتخطيط الحملات الإعلانية، تاريخ النشر 2013
6. دور الإدارة في تطوير المؤسسات الصحفية، تاريخ النشر 2015
7. دور النشر الإلكتروني في تطوير أساليب الإخراج الصحفي بالتطبيق على صحيفتي الرأي العام والخرطوم 1998 - 2002م، رسالة دكتوراه لعام 2003 - جامعة امدرمان الإسلامية
8. تطور الإخراج الصحفي في صحافة السودان بالتركيز على إخراج الصفحة الأولى بصحيفة الأيام، رسالة الماجستير 2001 جامعة امدرمان الإسلامية

## وفاته
توفي محي الدين تيتاوي في يوم الثلاثاء ٥ أكتوبر 2021 في منزله بحي اركويت في الخرطوم وصدمت وفاته المفاجئة الأوساط الصحافية والسياسية ونعاه الاتحاد العام للصحافيين العرب قائلا إن وفاته خسارة كبيرة للاعلام السوداني والعربي ، كما نعاه أيضا فيصل محمد صالح مستشار رئيس الوزراء السوداني حينها قائلا إن الفقيد (ظل لأكثر من ثلاثين عاماً شخصية مؤثرة في الوسط الصحفي”. وأضاف (رغم أننا كنا علی طرفي النقيض في المواقف السياسية والأوضاع في الوسط الصحفي، لكن خارج المنابر كان رجلاً ودوداً، طيب القلب)